# William P. Rogers
William P. Rogers (n. 23 iunie 1913 - d. 2 ianuarie 2001) a fost un politician american, Secretar de Stat al Statelor Unite între 1969 și 1973.